# Rastapopoulus
Roberto Rastapopoulus  er en græsk superskurk, der er tilbagevendende i tegneserien Tintin, hvor han er hovedfigurens ærkefjende.
Han dukker op første gang i Faraos cigarer som en fredelig rejsende og filmproducer, men i fortsættelsen Den Blå Lotus afsløres han som skurk og leder af en narkoliga. Siden dukker han op i Koks i lasten hvor han bruger dæknavnet Markis de Gorgonzola og støtter en oprørsbevægelse, der også handler med negerslaver. Da han efter Tintins afsløring af hans affærer skal udleveres til politiet, lader han sit skib gå ned og flygter i en ubåd.
Alle tror, at han er død, men siden dukker han op i Rute 714 til Sydney, hvor han bortfører milliardæren Carreidas. Her bliver han nærmere gjort latterlig, da alle hans planer går galt. Han render rundt i lyserødt cowboy-udstyr og opfører sig som et stort pattebarn, især i en scene, hvor han og Carreidas diskuterer, hvem af dem, der er ondest i fuldt påhør af Rastapopoulos' kumpaner (de er dog begge dopet med sandhedsserum). Hans nedtur topper, da han og Allan til sidst bortføres af en UFO og russeren Mik Ezdanitoff, der samtidig redder Tintin og hans venner.
I den danske udgave af animationsserien Tintins Eventyr lægger Kjeld Nørgaard stemme til Rastapopoulus.